# Neptunov vodnjak, Firence
Neptunov vodnjak  (italijansko Fontana del Nettuno) je vodnjak v Firencah v Italiji, ki stoji na trgu Piazza della Signoria (trg Signoria) pred Palazzo Vecchio. Narejen iz marmorja in brona, naročen je bil leta 1565 in ga je izdelal Baccio Bandinelli. Je delo kiparja Bartolomea Ammannatija z nekaterimi elementi, ki so jih ustvarili sodelavci. Na primer, bronasti morski konjički so delo Giovanni da Bologna, ki ga pogosto imenujemo Giambologna. 

## Oblika
Leta 1559 je Cosimo I. Medičejski začel natečaj za oblikovanje vodnjaka v času izgradnje novega vodovoda, ki je prvič vnesel tekočo vodo v mesto. Načrt je bil za kip Neptuna kot primarni element, v kočiji, ki so jo vlekli morski konjiči, ki simbolizira premoč Firenčanov v Sredozemlju. Sprva je bil izbran kipar Baccio Bandinelli, vendar je umrl, preden se je začelo delo. Kipar Ammannati je bil najet, da prevzame in zaključi delo s pomočniki in sodelavci. Obraz Neptuna naj bi bil podoben velikemu vojvodi Cosimu .
4,2 metra visoka Neptunova figura, izdelana iz apuanskega marmorja, je bila dokončana leta 1565 za poroko Francesca de 'Medici I. z veliko vojvodinjo Johanno Avstrijsko . Florentinci niso bili navdušeni in so kip imenovali Il Biancone ('beli velikan').  Delo na bazenu in drugih vidikih vodnjaka je zahtevalo skoraj deset let. Ammannati in njegovi sodelavci so po obodu korita dodali v manierističnem slogu pokončne, bronaste rečne bogove, smejoče satire in marmornate morske konjičle, ki so izhajali iz vode. Podstavek, na katerem stoji kip, je v središču osmerokotnega vodnjaka. Okrašen je z mitskimi figurami Scile in Karibde. Delo je bilo končano decembra 1574. Današnji kip je kopija, izdelana v 1800-ih, ko je bil izvirnik premaknjen v Narodni muzej. 

## Zgodovina vandalizma
Vodnjak je v stoletjih utrpel veliko škodo. Uporabljen je bil kot umivalnik za črnilnike in perilo konec 16. stoletja. Bil je poškodovan 25. januarja 1580. Satir je bil ukraden med karnevalom leta 1830. Po bombardiranju leta 1848 je bil ponovno poškodovan. Kasneje je bil predmet več obnov in nadomestkov .
4. avgusta 2005 je bil kip cilj treh vandalov, ki so nanj plezali, poškodovali eno od rok in Neptunov trizob. Dejanje so zabeležile varnostne kamere. Kip je bil obnovljen do leta 2007. Od takrat je bila varnost vodnjaka urejena zelo resno. Konec leta 2007 so kip poskušali poškodovati štirje najstniki. Varnostne kamere in bližnja policija so zagotovili, da na vodnjaku še ni prišlo do škode in štiri aretirali.
Čeprav je bila škoda popravljena, je vodnjak od septembra leta 2016 v obnovi, ki naj bi se zaključila leta 2018; v tem času je vodnjak obkrožen z zaščitno kletko in včasih z odri. 

## Podobni kipi
Kot bi pričakovali, je bog morja, Neptun, pogosta tema za vodnjake in obstaja več kot deset podobnih. V Firencah je v vrtu Boboli v bližini Palazzo Pitti še en Neptunov vodnjak. Giambologna je izdelal podoben kip za podoben vodnjak v Bologni v 1560-ih. Giovanni Angelo Montorsoli je ustvaril skoraj sodoben vodnjak v Messini na Siciliji. Neptunov vodnjak v Rimu (Neptun se spopada s hobotnico) je bil dokončan leta 1878, ko je kip dodal Antonia della Bitta in morske kreature Gregoria Zappalà za temo »Nereide s kupidi in mroži«.  Prvotni bazen je bil zasnovan leta 1574, ki ga je izdelal Giacomo Della Porta in približno takrat zgrajen. 

## Galerija
- Giacomo Brogi, razglednica, pred 1881
- Giambolognjov satir
- Detajl